# Хи Геркулеса
Хи Геркулеса, (χ Геркулеса,Chi Herculis, χ Herculis, сокращ. χ Her) — звезда в северном созвездии Геркулеса. Звезда имеет видимую звёздную величину +4.59m, и, согласно шкале Бортля, видна невооружённым глазом даже на городском небе (англ. City sky). Хи Геркулеса находится далеко от основных звёзд созвездия в отдалённой северо-западной части созвездия между созвездиями Волопаса и Дракона. Звезда находится так далеко на западе, что была обозначена Фламстидом номером «1», и поэтому её ещё называют 1 Геркулеса. Случайно Хи Геркулеса расположена недалёку от более слабой красной переменной звезды — X Геркулеса. Сходство строчной греческой буквы χ с римскими буквами X иногда вызывает путаницу между ними.
Из измерений параллакса, полученных во время миссии Hipparcos, известно, что звезда удалена примерно на 51,8 св. лет (15,89 пк) от Земли. Звезда наблюдается севернее 48° ю.ш, то есть видна практически на всей территории обитаемой Земли, за исключением южных областей Чили и Аргентины, а также всей Антарктиды. Лучшее время для наблюдения — май.
Хи Геркулеса движется гораздо быстрее относительно Солнца, чем остальные звёзды: её радиальная гелиоцентрическая скорость равна −55 км/с, что в 5,5 раза быстрее скорости местных звёзд Галактического диска, а также это значит, что звезда приближается к Солнцу. Также звезда имеет относительно высокое собственное движение перемещаясь по небосводу на 0,769 секунды дуги в год. Сама звезда движется на северо-восток.

## Свойства звезды
Хи Геркулеса — карлик, спектрального класса G0VFe-0.8 CH-0.5 (данный спектр показывает на аномальные линии, указывающие на дефицит железа, а также на аномальный дефицит углеводородного радикала CH). Также это указывает на то, что водород в ядре звезды служит ядерным «топливом», то есть звезда находится на главной последовательности. Звезда излучает энергию со своей внешней атмосферы при эффективной температуре около 5837 К, что придаёт ей характерный жёлтый цвет звезды спектрального класса G.
Масса звезды практически солнечная и равна 1,054 {\displaystyle M_{\bigodot }}. Радиус звезды более чем в полтора раза больше радиуса Солнца и составляет 1,71 {\displaystyle R_{\bigodot }}. Также звезда более чем в три раза ярче нашего Солнца, её светимость составляет 3,24 {\displaystyle L_{\bigodot }}. Для того чтобы планета, аналогичная нашей Земле, получала примерно столько же энергии, сколько она получает от Солнца, её надо было бы поместить на расстоянии 1,8 а.е., то есть несколько дальше той орбиты, где в Солнечной системе находится Марс, чья большая полуось равна 1,52 а.е. Причём с такого расстояния, Хи Геркулеса выглядела бы чуть больше нашего Солнца, каким мы его видим с Земли — 0,506° (угловой диаметр нашего Солнца — 0,5°).
Звезда имеет поверхностную гравитацию 4,02 СГС или 104,7 м/с2, то есть значительно меньше, чем на Солнце (274,0 м/с2), что, по-видимому, может объясняться большой поверхностью звезды при не очень большой массе. Звезды, имеющие планеты, имеют тенденцию иметь большую металличность по сравнению Солнцем, но Хи Геркулеса имеет значение металличности чуть большее трети солнечной: содержание железа в ней относительно водорода составляет 35 % от солнечного значения. Также другие элементы, такие как алюминий, марганец и стронций ещё более редки. Среди них можно выделить медь, содержание которой составляет 10 % от солнечного значения. А вот другие элементы, такие как самарий и европий, «переизбыточны» по отношению к Солнцу.
Существует множество свидетельств магнитной активности, говорящей о том, что звезда действительно вращается и что её полюс направлен почти на нас. Поверхностная магнитная активность для этой звезды заметно ниже, чем типичный уровень для регулярных звёзд, и, следовательно, она считается хорошим кандидатом на то, чтобы находиться в фазе, соответствующей солнечному минимуму Маундера. Скорость вращения звезды почти равна солнечной , что даёт период вращения звезды порядка 36,8 дней. Хи Геркулеса была исследована на наличие избытка инфракрасного излучения, который может указывать на вращающийся остаточный диск, но ничего обнаружено не было.
Возраст звезды первоначально оценивался шведским астрономом Б. Эдвардссоном более чем в 13 млрд. лет, что, конечно, невозможно: звезда спектрального класса G может оставаться на главной последовательности только около 9-10 млрд. лет. Затем он был снижен до 8 млрд. лет. В настоящее время возраст звезды оценивается в 7,4 млрд. лет.
Возраст, дефицит металла и относительно высокая скорость движения по отношению к Солнцу позволяют предположить, что звезда является посетителем из другой части Галактики и только проходит через локальные окрестности.
Хи Геркулеса демонстрирует переменность: во время наблюдений яркость звезды меняется, но без какой-либо периодичности, тип переменной также не установлен. Переменная внутренняя поляризация наблюдалась в августе 1974 года.

## Возможный звёздный компаньон
| Параметр            |   | Значение             |
| ------------------- | - | -------------------- |
| Период              | P | 51,2865 ± 0,4082 дн. |
| Большая полуось     | a | 0,96 ± 0,58 "        |
| Эксцентриситет      | e | 0.0000               |
| Наклонение          | i | 131,68 ± 27,61       |
| Узел                | Ω | 51,69 ± 37,96 °      |
| Эпоха периастра     | T | 48 349,0039 ± 4,4425 |
| Аргумент перицентра | ω | 0.00                 |

Подозревается, что Хи Геркулеса является двойной звёздной системой, для которой были опубликованы элементы орбиты с периодом 51,3 дня, который почти в 1,7 раз меньше периода Меркурия, у которого он равен 88 дней. Таким образом, большая полуось орбиты компаньона должна быть порядка 0,2 а.е. Однако другие источники не подтверждают этого, и поэтому двойственность звезды остаётся под вопросом.

## Ближайшее окружение звезды
Следующие звёздные системы находятся на расстоянии в пределах 20 световых лет от звезды Хи Геркулеса (включены только: самая близкая звезда, самые яркие (<6,5m) и примечательные звёзды). Их спектральные классы приведены на фоне цвета этих классов (эти цвета взяты из названий спектральных типов и не соответствуют наблюдаемым цветам звёзд):
| Звезда              | Спектральный класс | Расстояние, св. лет |
| Глизе 619           | M0p V              | 4,94                |
| 14 Геркулеса        | K0 V               | 8,2                 |
| Ро Северной Короны  | G0 V               | 10,18               |
| 44 Волопаса         | F9n V              | 12,97               |
| HD 154345           | G8 V               | 14,60               |
| Тета Волопаса       | K7 V               | 15,64               |
| Эта Северной Короны | G 2 V              | 15,99               |
| 72 Геркулеса        | G2 V               | 17,78               |
| Сигма Волопаса      | F2 V               | 17,92               |
| Дзета Геркулеса     | G0 IV              | 19,71               |

Рядом со звездой, на расстоянии 20 световых лет, есть ещё порядка 15 красных, оранжевых карликов и жёлтых карликов спектрального класса G, K и M, а также 2 белых карлика которые в список не попали.